# Liebigschule

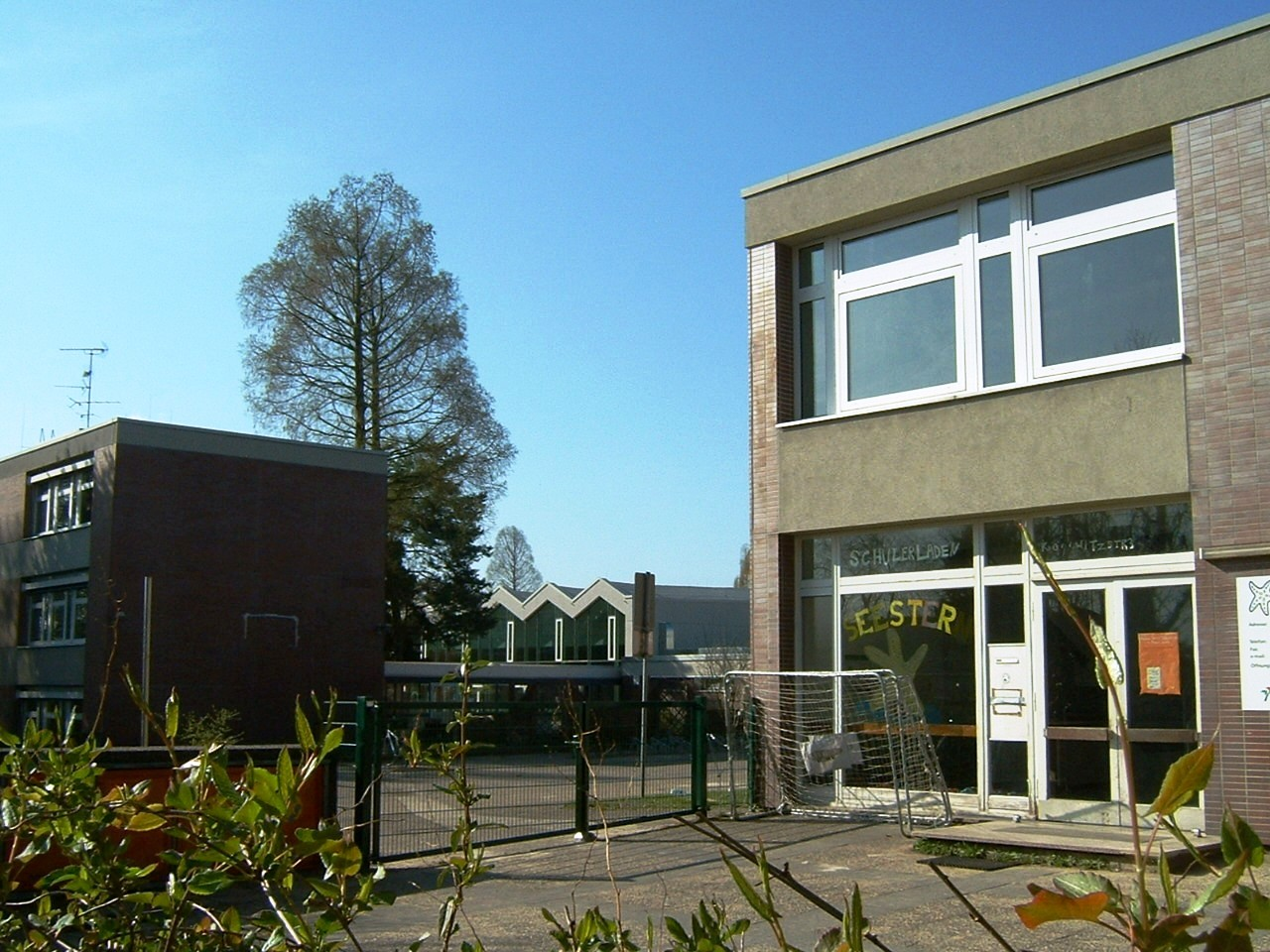
Liebigschule Frankfurt

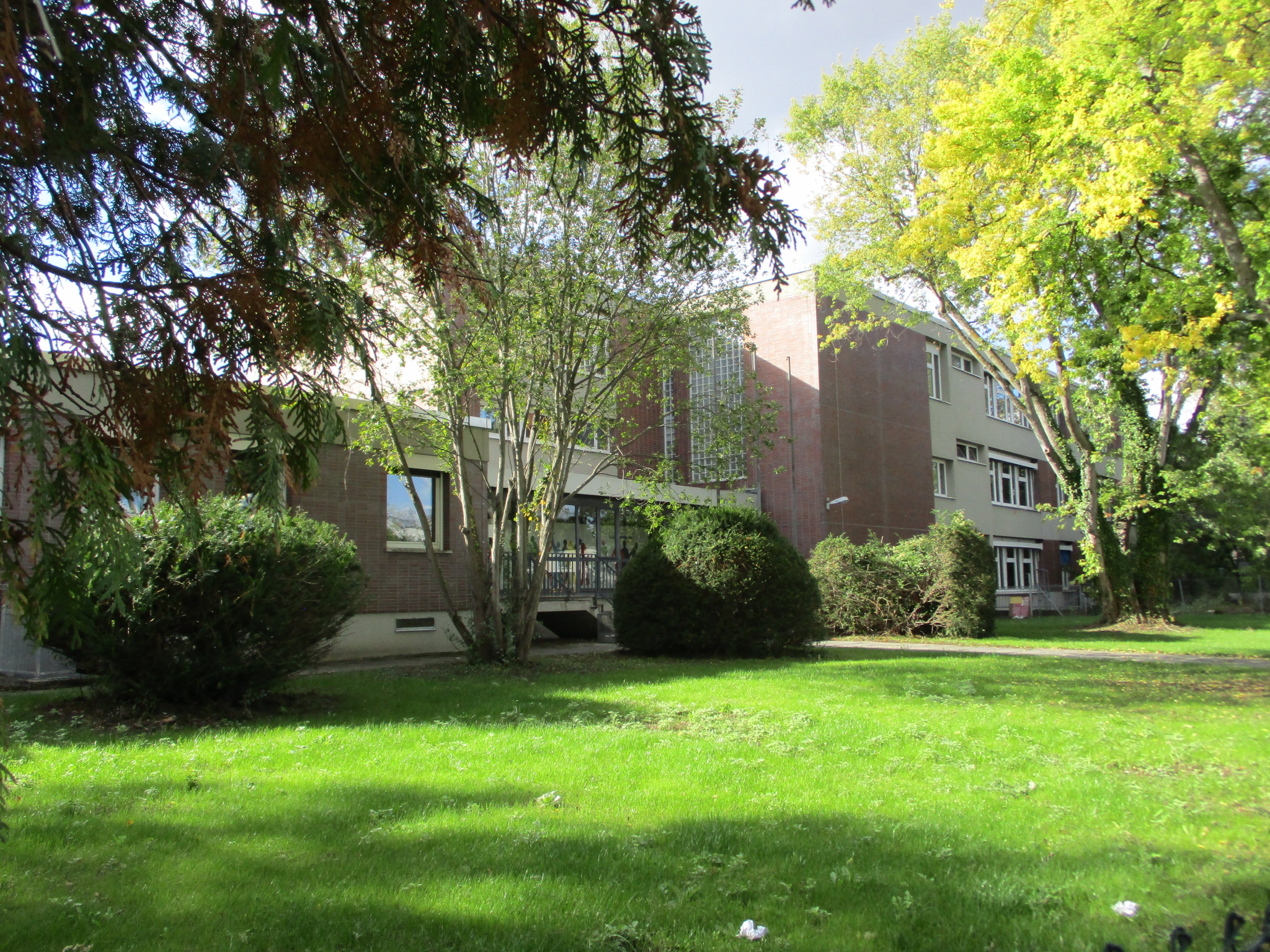
Ansicht von der Kollwitzstraße aus

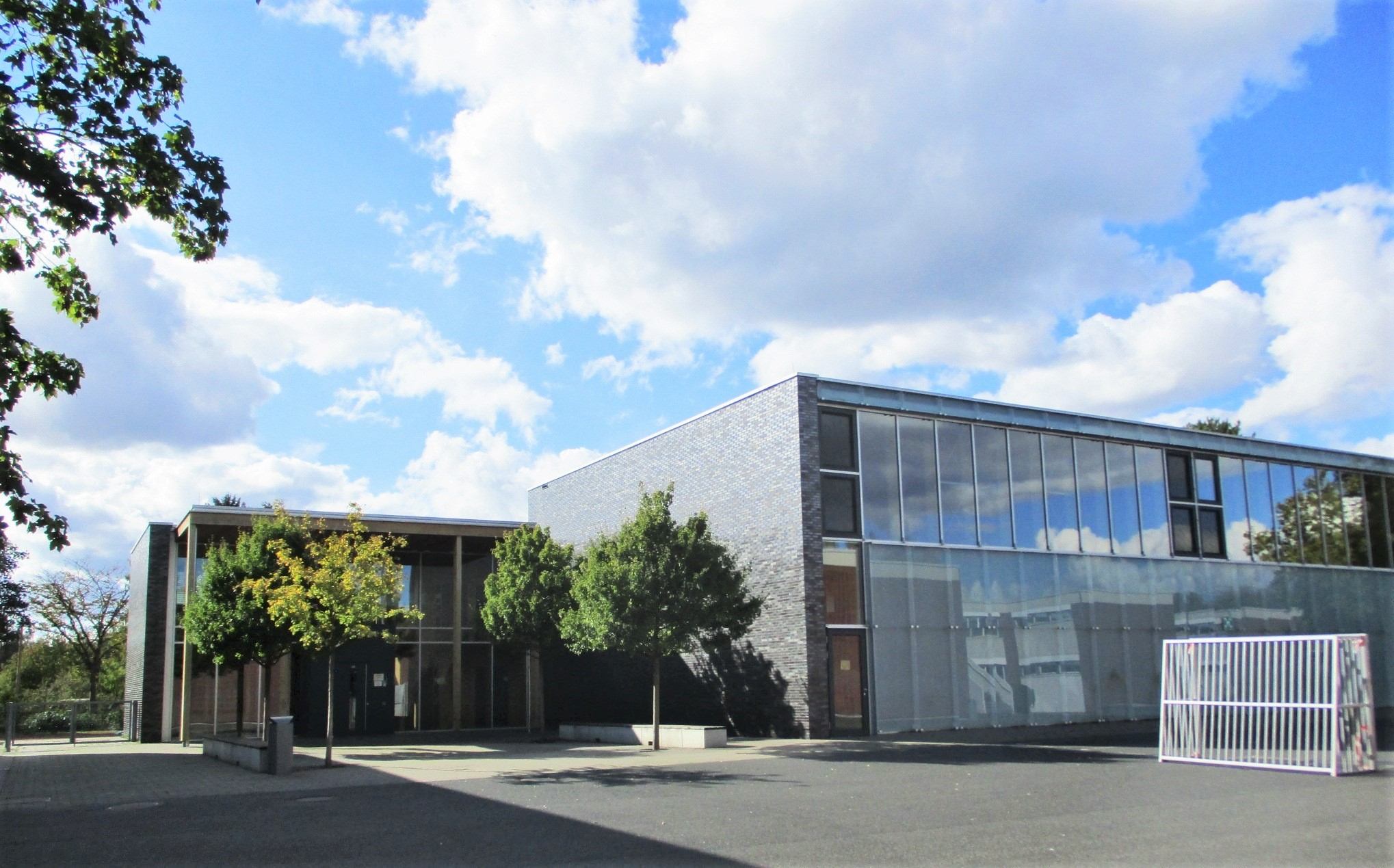
Sporthalle und Innenhof

Die Liebigschule in Frankfurt am Main ist ein 1913 aus der Bockenheimer Realschule hervorgegangenes städtisches Gymnasium. Sie ist benannt nach Justus von Liebig und legt besonderen Wert auf die MINT-Fächer, Sprachen und Sport.

## Geschichte

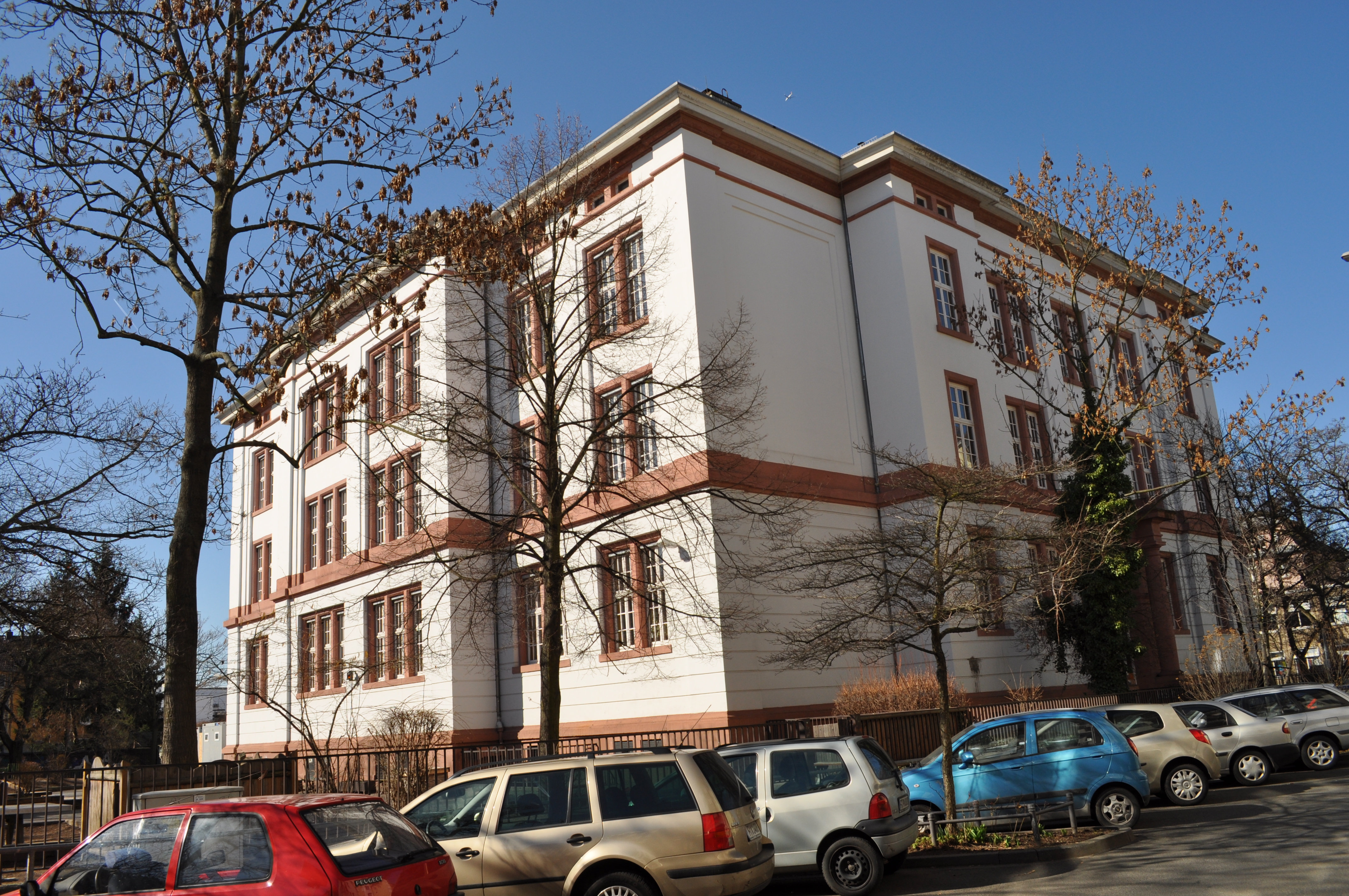
Klassizistisches Schulgebäude in der Falkstraße, 1877 bis 1913 Sitz der Bockenheimer Realschule

Die Liebigschule geht auf die 1855 gegründete Städtische höhere Bürgerschule für Knaben und Mädchen in Bockenheim zurück, das damals noch eine selbstständige Stadt vor den Toren Frankfurts war. Die Bürgerschule teilte sich 1877 in eine Höhere Töchterschule und eine Realschule für Knaben auf. Das 1876 errichtete spätklassizistische Schulgebäude in der Falkstraße 71 dient heute der Franckeschule; es steht unter Denkmalschutz.

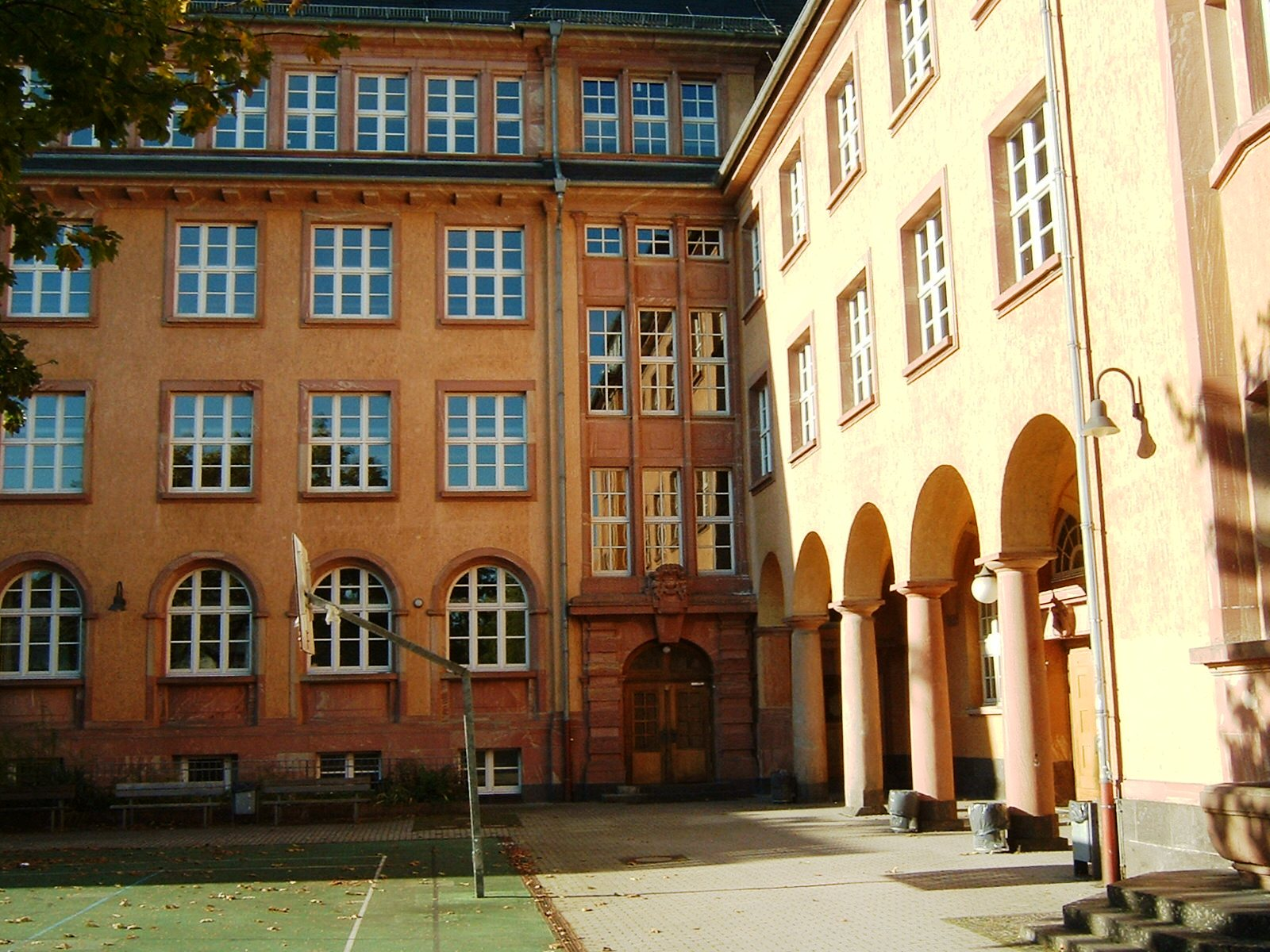
Sophienstraße 70, 1913–1966 Sitz der Liebigschule

1895 wurde Bockenheim ein Stadtteil Frankfurts. 1913 wurde die Realschule in eine Oberrealschule für Knaben umgewandelt. Sie erhielt den Namen Liebigschule und bezog einen von Stadtbaumeister Adolf Moritz und Stadtbauinspektor Paul Kanold errichteten Neubau in der Sophienstraße 70.
Bei den Luftangriffen auf Frankfurt am Main erlitt die Liebigschule schwere Schäden, die nach dem Krieg zunächst nur notdürftig beseitigt wurden. Der langjährige Schulleiter Emil Bernt machte sich daher Anfang der 1960er Jahre für einen Neubau stark. Als damaliger Vorsitzender der Frankfurter SPD, die mit absoluter Mehrheit in Frankfurt regierte, besaß er den erforderlichen politischen Einfluss, um dieses Ziel durchzusetzen. Der Neubau sollte allerdings nicht am alten Standort in Bockenheim entstehen, sondern in der Siedlung Westhausen, wo es bislang noch kein Gymnasium gab.
Im Mai 1966 bezog die Liebigschule ihren jetzigen Standort in der Kollwitzstraße 3 im Stadtteil Praunheim. Seit dem Umzug wurden auch Mädchen in der Liebigschule aufgenommen. Das ehemalige Schulgebäude in der Sophienstraße wurde später renoviert. Seit 1988 hat hier die heutige Max-Beckmann-Schule ihren Sitz.
Die Liebigschule wurde 1996 zur Europaschule, was sie hauptsächlich durch die Zusammenarbeit mit der benachbarten Victor Hugo Schule erreichte. Es wurden Austauschprogramme organisiert und man machte Französisch zur ersten Fremdsprache.

## Lehrangebot
Anders als an anderen Schulen Hessens kann man an der Liebigschule Französisch als erste Fremdsprache wählen. Wenn der Schüler ab Sekundarstufe 1 den bilingualen Weg wählt, erhält er neben dem normalen Sprachenunterricht französischen Geschichts- und Geographie-Unterricht. Bei Eintritt in die Sekundarstufe 2 kann man den Französischleistungskurs belegen. Diesen kann man auch durch bilinguale Sachfächer wie Geschichte, Politik und Wirtschaft ersetzen. Die Schüler können später neben dem deutschen ein deutsch-französisches Abitur abschließen, das AbiBac. Das Abibac ermöglicht den Schülern, dass sie auch in Frankreich studieren können.

## Schulprofil
Die Liebigschule ist eine Europaschule, das Ziel dieser ist es die Schüler auf ein gemeinsames Leben in Europa vorzubereiten. So sind Schwerpunkte auf interkulturelle Zusammenarbeit, methodische Innovation und Dialog mit fremdsprachlichen Menschen gesetzt. Im Jahr 2016 wurde in der Nähe das Gymnasium Nord gebaut.

## Auslandsbeziehungen
Da es eine Europaschule ist, gibt es viele internationale Aktivitäten. Zum Beispiel jährliche Europaspiele, in denen fünf Schulen aus vier verschiedenen Ländern in Mannschaftswettbewerben gegeneinander antreten. Außerdem gibt es außerordentliche viele Studienfahrten und Austausche in andere Länder Europas. In der 7. Klasse Fahrt nach England. 10. Klasse Fahrt nach Spanien und für Latein- oder Religionskurse im jährlichen Wechsel Studienfahrten nach Rom. Für Schüler die französisch als 1. Fremdsprache gewählt haben, gibt es in 6.,7. und 10. Klasse Austauschprogramme nach Frankreich, für die 10. Klasse ein Betriebspraktikum.

## Auszeichnungen
- Hessische Europaschule
- Umweltschule
- Kooperation mit der Goethe-Universität Frankfurt

## Persönlichkeiten

### Bekannte Schüler
- Rudi Arndt (1927–2004), Frankfurter Oberbürgermeister (SPD)[6]
- Miriam Dahlke (* 1989), Politikerin
- Otto Rudolf Kissel (1929–2022), Präsident des Bundesarbeitsgerichts
- Benjamin Lauterbach (1975), Schriftsteller und Fernsehjournalist
- Konrad Morgen (1909–1982), Obersturmbannführer und Richter der SS[7]
- Anna Nero (* 1988), bildende Künstlerin
- Eberhard Pausch (* 1961), evangelischer Theologe
- Justinus Pech (* 1973), katholischer Ordensgeistlicher
- Susanne Schäfer (* 1963), Schauspielerin
- Sabrina Setlur (* 1974), deutsche Rapperin

### Bekannte Lehrer
- Emil Bernt (1923–2011), Oberstudiendirektor
- Friedrich Bothe (1869–1952), Historiker
- Horst Beyer (1940–2017), Leichtathlet
- Martin Liepach (* 1961), Historiker
- Werner Licharz (1938–2015), Theologe
- Leo Löwenthal (1900–1993), Literatursoziologe[8]
- Knut Thomsen (1934–2021), stellvertretender Schulleiter[9]